# Leonard E. Baum
Leonard „Lenny“ Esau Baum (* 23. August 1931 in Brooklyn, New York; † 14. August 2017 in Princeton, New Jersey) war ein US-amerikanischer Mathematiker. Er war ein Pionier bei Hidden Markov Modellen (HMM).
Baum studierte Mathematik an der Harvard University mit dem Bachelor-Abschluss 1953 (summa cum laude) und der Promotion 1958 (Derivations in commutative semi-simple Banach algebras). Als Post-Doktorand war er einige Jahre an der University of Chicago. Seine Pionierarbeiten über HMM erfolgten Ende der 1960er Jahre, als er am Institute for Defense Analyses (IDA) war, einem Think Tank in Princeton, an dem er 1959 bis 1978 war. Die Arbeiten standen in Zusammenhang mit Forschungen zur automatischen Spracherkennung. Nach ihm und Lloyd R. Welch ist in diesem Zusammenhang der Baum-Welch-Algorithmus für HMM benannt, der die ersten effektiven Spracherkennungsprogramme ermöglichte. Der Großteil seiner Arbeit am IDA war geheim. Nach dem Nachruf von Baum in der New York Times galt er dort als hartnäckiger und herausragender Problemlöser mit vielseitigen Interessen (als „Renaissance man“) und als geduldiger Mentor und Lehrer.
Später arbeitete er für Hedge Funds an der Wall Street als Finanzmathematiker, unter anderem für Monemetrics (einem Vorläufer von Renaissance Technologies), wohin ihn 1977 der Gründer James Simons geholt hatte, der ebenfalls am IDA gearbeitet hatte (als Codeknacker im Rahmen des Vietnam-Kriegs) und ihn von daher kannte. Er wandte dort unter anderem HMM an. Er zog sich aber frühzeitig zurück, nachdem seine Sehkraft stark nachließ. Das hinderte ihn aber nicht an weltweiten Reisen und bis kurz vor seinem Tod wanderte er täglich rund vier Meilen. Er verfolgte bis kurz vor seinem Tod die mathematische Forschung.
Seine Eltern waren Sophia Fuderman und Morris Baum. 1953 heiratete er Julia Lieberman und hatte zwei Kinder.